# Falangisme (Libanon)
Het falangisme in Libanon is oorspronkelijk een Maronitisch nationalistische jeugdbeweging die is opgericht in 1936 door Pierre Gemayel, en die later de Libanese politieke partij Phalange werd (de Kataeb Sociaaldemocratische Partij, Arabisch: حزب الكتائب اللبنانية, Hizb Al-Kata’eb Al-Lubnaniyah). Het is geïnspireerd door het Spaanse falangisme van José Antonio Primo de Rivera.
De partij begon klein, maar haar invloed nam sterk toe. Tegen het einde van de jaren zestig, had de partij 9 van de 99 parlementszetels en was ze een belangrijke factor in het versnipperde politieke landschap van Libanon geworden.
Tijdens de Libanese Burgeroorlog was de Kataeb een belangrijke politieke factor, mede doordat de partij aan het begin van de jaren zeventig een gewapende militie had gevormd, onder leiding van Bashir Gemayel, de zoon van Pierre Gemayel. Op 23 augustus 1982 werd Bashir verkozen tot president, maar nog voor hij beëdigd was kwam hij op 14 september 1982 om het leven bij een bomaanslag die vermoedelijk door de Syrische geheime dienst werd gepleegd. Habib Tanious Shartouni, aanhanger van de Syrische Sociaal Nationalistische Partij, bekende de misdaad maar werd nooit vervolgd. Bashir Gemayel werd opgevolgd door zijn broer Amin Gemayel (1942). Libanese falangisten namen twee dagen later wraak met de bloedbaden in Sabra en Shatila van 1982.
Na de dood van Pierre Gemayel in 1984 werd Elie Karameh voorzitter van Falange (1984-1986). Met steun van Syrië werd Georges Saadeh in 1986 voorzitter van de partij. Hij bleef dit tot zijn dood in 1998. Na zijn dood werd de eveneens pro-Syrische Mounir al-Hajj voorzitter van Falange. Op 7 oktober 2001 werd Karim Pakradouni, dankzij Syrische steun, tot voorzitter van Falange gekozen. Hierna viel de Falange uiteen in een pro-Syrische Falange en een anti-Syrische Falange. Deze laatste wordt geleid door Amin Gemayel, die in 2000 terug was gekeerd uit ballingschap.

## Splitsingen
De door Amin Gemayel geleide Falangistische Partij staat bekend onder de naam Kataeb-partij en is anti-Syrisch. Ook is de partij gekant tegen president Émile Lahoud, volgens de partij een marionet van Syrië. Kataeb-partij staat een neutrale buitenlandse politiek voor. De Kataeb-partij maakt deel uit van de Qornet Shehwan Alliantie van gematigde partijen. Amin Gemayels zoon Pierre Amine Gemayel was (tot zijn moord in november 2006) namens de Kataeb-partij lid van de Nationale Vergadering.

De door Karim Pakradouni geleide Falangistische Partij staat bekend onder de naam Pakradouni Kataeb en is pro-Syrisch. In de Nationale Vergadering wordt de partij vertegenwoordigd door Nader Succar.

Dan zijn er ook nog de Kataeb Oppositie van Elie Karameh en de Kataeb Authentieke Libanese Krachten van Fouad Abou Nader.
Ofschoon alle Falangistische partijen in Libanon claimen een seculiere staat na te streven, kan het falangisme als een christelijke, maronitische, stroming worden beschouwd aangezien het overgrote deel van de aanhangers uit deze religie komen.

## Voorzitters
- Pierre Gemayel — 1936-1984 (maroniet)
- Elie Karameh — 1984-1986 (Grieks-katholiek)
- Georges Saadah — 1986-1998 (maroniet)
- Mounir al-Hajj — 1999-2001 (maroniet)
- Karim Pakradouni — vanaf 2001[2] (Armeens-orthodox)
- Amin Gemayel — vanaf 2001[3] (maroniet)

## Verwijzingen
1. ↑  [Amin Gemayel wierp zich in 2003 op als bemiddelaar tussen de Verenigde Staten, het Verenigd Koninkrijk en bondsgenoten en Irak.]
2. ↑  [Pakradouni Kataeb]
3. ↑  [Kataeb-partij]